# Église Saint-Pierre d'Eyrein
Pour les articles homonymes, voir Église Saint-Pierre.
L'église Saint-Pierre est une église catholique située à Eyrein, en France.

## Localisation
L'église est située dans le département français de la Corrèze, sur la commune d'Eyrein.

## Historique
L'édifice est classé au titre des monuments historiques en 1913.